# Hamois
Hamois (valonă Hamwè) este o comună francofonă din regiunea Valonia din Belgia. Comuna Hamois este formată din localitățile Hamois, Achet, Emptinne, Mohiville, Natoye, Schaltin și Scy. Suprafața sa totală este de 76,42 km². La 1 ianuarie 2008 comuna avea o populație totală de 6.752 locuitori.
Comuna Hamois se învecinează cu comunele Assesse, Gesves, Havelange, Somme-Leuze și Ciney.